# Authun
Pour l’article ayant un titre homophone, voir Autun.
Cet article possède des paronymes, voir Autain, Hautain et Hotin.
Pour les articles homonymes, voir Authun (homonymie).
Cet article court présente un sujet plus développé dans : Huparlac et Saint-Amans-des-Cots.
Authun est une ancienne commune de l'Aveyron (France), déjà mentionnée en 1789 et érigée en municipalité en 1793. Elle est supprimée en 1833, et son territoire partagé entre les communes d'Huparlac et de Saint-Amans-des-Cots.
Le château d'Authun, actuellement en ruine, est  situé à Huparlac. Une première fortification existait déjà au xiie siècle, sous le nom d'Altun.